# Комлев, Феликс Иванович
Феликс Иванович Комлев (26 июля 1927 — 19 июля 2013) — российский дирижёр и музыкальный педагог. Заслуженный деятель искусств Российской Федерации.
Родился в семье советского и партийного деятеля Ивана Петровича Комлева (1904—1938), в конце жизни заведующего сектором Дальневосточного краевого комитета ВКП(б), в 1937 году арестованного и затем расстрелянного в Хабаровске. После ареста обоих родителей воспитывался в детском доме в Винницкой области, где научился играть на духовых музыкальных инструментах. Окончил Харьковскую консерваторию как инструменталист-духовик и Киевскую консерваторию как дирижёр. Ученик Натана Рахлина.
В 1960-е гг. второй дирижёр Воронежского академического симфонического оркестра. В 1967—1970 гг. главный дирижёр Симфонического оркестра Запорожской филармонии. Затем снова в Воронеже, преподавал в Воронежском государственном институте искусств, в 1979 году возглавил созданную в институте кафедру оркестрового дирижирования и руководил ею до 1985 года.